# Fehér-hegy (Pilisvörösvár)
A Fehér-hegy egy 393 méter magas hegy a Dunazug-hegyvidéken, a Pilis hegységben, annak főtömegétől délre, a Zajnát-hegyekben. A hegy a Zajnát-hegycsoport északabbi elhelyezkedésű kiemelkedései közé tartozik. A hegyet keresztülszeli a Pest vármegyei Pilisvörösvár és Piliscsaba közigazgatási határvonala, amely ezen a szakaszon majdnem pontosan észak-déli irányt követ. Szintén átszeli a hegyet egy jelzett turistaút, amely szintén csaknem pontosan észak-déli vonalvezetésű, és amely kevéssel nyugatra halad el a hegycsúcs mellett. Ez alapján feltehető, hogy a hegytömb területén nagyjából fele-fele arányban osztozik a két település, a községhatár pedig vagy a legmagasabb ponton áthaladva, vagy attól kissé nyugati irányban húzódik. Az említett turistautat egyébként egy piros és egy sárga turistajelzés útvonala is érinti.
Ma a hegy felszínének döntő része erdőborítású, főleg mészkedvelő fajösszetételű középhegységi erdők találhatók itt. A múltban feltehetőleg itt is nagy területek váltak fátlanná, hogy később az erózió révén megmutassák a meszes alapkőzet színét – ez az állapot szülhette a hegy mai nevét –, a kopárfásítás azonban itt is segíthetett az eredeti állapot helyreállításában.